# Pelusca
Pelusca is een geslacht van rechtvleugeligen uit de familie doornsprinkhanen (Tetrigidae). De wetenschappelijke naam van dit geslacht is voor het eerst geldig gepubliceerd in 1912 door Bolívar.

## Soorten
Het geslacht Pelusca omvat de volgende soorten:
- Pelusca bandama Baccetti, 2004
- Pelusca bucculenta Hancock, 1910
- Pelusca schoutedeni Günther, 1939
- Pelusca schubotzi Rehn, 1914